# 崔用德
崔用德（韓語：최용덕，1898年9月19日—1969年8月15日）為朝鮮日治時期的獨立運動家、大韓民國空軍退役中將兼空軍創立者之一，在二戰勝利後自重慶歸韓的人物中地位僅次於李範奭。本貫慶州崔氏。號滄石（창석）。別名崔容德、崔龍德。中國名崔滄石。

## 生平
崔用德生於漢城府城北里，15歲（1913）至北京匯文中學留學，但未能完成學業，崔用德的中學教育是在平壤的崇實中學校完成。
在朝鮮完成學業後，崔用德再度到中國，在段祺瑞主政的南苑軍官學校入學，1916年畢業。崔用德畢業後在北洋政府麾下的參戰軍第2軍內服務。
在1919年，崔用德成為三一運動的擁護者，開始響應朝鮮獨立運動，參與大韓民國臨時政府運作。1920年，得到第一位朝鮮籍飛行員同時也是韓國獨立運動的提倡者徐曰甫保薦，進入保定航空學校學習飛行。1924年加入吳佩孚航空隊參戰第二次直奉戰爭，戰爭期間一度誤傳其戰死。馮玉祥在直奉戰爭後入主北京，自號國民軍，北洋政府的武力也收編給馮玉祥使用，其中也包括保定航校師生與飛機。
1925年，崔用德於保定航空學校畢業，編入國民軍航空隊第2隊。由於馮玉祥失勢，航空隊在1926年易主至吳佩孚所統制。
吳佩孚在1927年的北伐戰争遭到廣東國民政府給擊倒，軍心不穩的航空隊在陳棲霞與劉沛泉的遊說下投降國民革命軍。在1927年國民革命軍開入上海時，北洋航空隊未撤退，而是將人力與器械原地留下，向國民革命軍輸誠，改編為國民革命軍東路軍航空司令部。隨著國民政府遷移至南京，東路軍航空司令部隨後解散改編為國民革命軍航空處，崔用德被任命為航空第一隊副隊長。
崔用得加入國民革命軍的首戰是寧漢戰爭，航空處將飛行員編為水上飛機隊，崔用德被任命為副隊長。水上飛機隊掩護西征軍對武漢進行偵查與傳單發放，主要是掩護陸軍的行動。
在中原大戰時，南京國民政府吸收廣東航空學校師生，改組為軍政部航空第四隊，隊長楊官宇，崔用得在1930年10月24日轉任該隊副隊長。該隊後投入中原大戰。戰後，楊官宇隨後率領第四隊向陳濟棠輸誠，崔用德因此轉投效廣東空軍。在九一八事變爆發後，崔用德離開廣東空軍返回南京國民政府。
在南京政府服役的崔用德，再度被編入航空第四隊，同樣擔任副隊長（隊長楊鶴霄）。一·二八事變時，第四隊駐紮武漢王家墩機場防禦，隨後因戰火擴大，國民政府航空署抽調各隊戰力集中南京防空，第四隊派出崔用德與龍祚炎派赴浙江筧橋，但無實戰紀錄。
1933年7月18日任航空第四隊隊附，1934年1月17日任中央航空學校教育處教官，1935年9月7日晉升空軍少校，1935年任南昌機場總站長，1937年9月7日升為空軍中校。入陸軍大學特別班第5期畢業.1940年加入光復軍，歴任秘書處處長、總務處處長、高級參謀、參謀處處長。
1946年7月，崔用德返回韓國。由於在中國的作戰紀錄豐富，崔用德在韓國人中也是有高度名望。返國後，他先是擔任航空協會主席，隨著韓國軍隊逐漸成形，他與李根晳、金貞烈成為韓國空軍建軍的核心人物。
但是駐朝鮮美國陸軍司令部軍政廳刁難，不承認崔用德在中國的服役功績，要求他必須接受朝鮮國民警備隊學院教育後始可授階。1948年4月，崔用德與韓國空軍的核心人物一同入學，5月授階少尉，7月升任陸軍航空基地司令官（中尉職級），起草韓國國軍組織法草案，在崔用德的努力下，韓國空軍爭取到了與陸海軍對等的軍種地位。
1950年5月，崔用德轉任韓國空軍士官學校校長，授階准將。在不到1個月後韓戰爆發，崔用德帶領學校師生轉移到金浦半島，隨著韓軍潰敗，空軍士官學校隨著軍隊一同南撤到鎮海區。在這期間崔用德逐漸完成學校的相關教育制度設計。在戰況轉危為安後，崔用德在1950年7月調往大邱空軍基地，擔任韓國空軍後勤部隊（後改編為後方司令部）司令官。
1961年－1962年，崔由朴正熙政府派往台灣擔任駐駐華大使。

## 授勳
- 太極武功勲章
- 乙支武功勲章
- 忠武武功勲章
- 共匪討伐記章
- 韓戰從軍記章
- 總統綬章
- 功勞勳章
- 聯合國從軍記章